# Kasachische Frauen-Handballnationalmannschaft
Die kasachische Frauen-Handballnationalmannschaft vertritt die Republik Kasachstan bei Länderspielen und internationalen Turnieren im Handball der Frauen.

## Teilnahme an internationalen Turnieren

### Olympische Spiele
- Olympische Spiele 2008: 10. Platz (von 12 Teams)

### Weltmeisterschaft
- Weltmeisterschaft 2007: 18. Platz (von 24 Teams)
- Weltmeisterschaft 2009: 22. Platz (von 24 Teams)
- Weltmeisterschaft 2011: 19. Platz (von 24 Teams)
- Weltmeisterschaft 2015: 22. Platz (von 24 Teams)
- Weltmeisterschaft 2019: 22. Platz (von 24 Teams)
- Weltmeisterschaft 2021: 24. Platz (von 32 Teams)
Team: Julija Poilowa (eingesetzt in 6 Spielen / 0 Torte erzielt), Slata Swjagina (6/11), Kamila Serikbajewa (6/12), Irina Alexandrowa (6/43), Tatjana Dawydowa (6/0), Schanerke Seitkassym (6/3), Natalja Polujanko (6/9), Alessja Malyschewa (6/4), Kamilla Nadirowa (6/0), Luisa Chassanowa (6/3), Kristina Stepanowa (6/12), Walentina Degtjarewa (6/0), Tanscholpan Jumadilowa (6/4), Dana Abilda (6/27), Xenija Puptschenkowa (6/0), Marija Puptschenkowa (6/0);[1] Trainerin war Ljazzat Ischanowa.
- Weltmeisterschaft 2023: 30. Platz (von 32 Teams)
Team: Zhannat Aitenova (7/0), Tansholpan Jumadilova (7/12), Aruzhan Khamitova (4/0), Veronika Khardina (7/34), Luiza Khasanova (2/1), Darya Kolesnichenko (5/0), Zhanerke Kuandykova (7/13), Mariya Pupchenkova (6/7), Xeniya Pupchenkova (5/4), Kristina Radayeva (7/33), Sevara Rejemetova (7/34), Zhanerke Seitkassym (6/9), Mariya Sitnikova (7/17), Valentina Sitnikova (6/2), Damira Zhaparova (7/0), Zlata Zvyagina (6/12)[2]
Trainer: Evgeny Shishkin
- Weltmeisterschaft 2025:

### Asienmeisterschaft
- Asienmeisterschaft 1993: 5. Platz (von 7 Teams)
- Asienmeisterschaft 2000: 5. Platz (von 7 Teams)
- Asienmeisterschaft 2002: 1. Platz (von 7 Teams)
- Asienmeisterschaft 2006: 4. Platz (von 4 Teams)
- Asienmeisterschaft 2008: 5. Platz (von 10 Teams)
- Asienmeisterschaft 2010: 1. Platz (von 8 Teams)
- Asienmeisterschaft 2012: 4. Platz (von 12 Teams)
- Asienmeisterschaft 2015: 4. Platz (von 9 Teams)
- Asienmeisterschaft 2017: 4. Platz (von 8 Teams)
- Asienmeisterschaft 2018: 4. Platz (von 10 Teams)
- Asienmeisterschaft 2021: 3. Platz (von 11 Teams)
- Asienmeisterschaft 2022: 5. Platz (von 10 Teams)
- Asienmeisterschaft 2024: 3. Platz (von 8 Teams)

## Spielerinnen
Tatjana Jerochina spielte für das kasachische Team bei der Weltmeisterschaft 2011.

## Trainer
Trainiert wird das Team von Berik Beknazarov.